# Carl Christopher Withusen
Carl Christopher Withusen, född 7 december 1778 i Köpenhamn, död där 16 juli 1853, var en dansk kirurg. Han var far till Carl Withusen.
Withusen tog 1803 kirurgisk examen, var de följande åren reservkirurg vid Det Kongelige Kirurgiske Akademi och Frederiks Hospital samt företog 1807–10 en lång studieresa. År 1810 blev han regementskirurg i Lyngby, och utförde där en starroperation, som gav honom ett ansett namn som ögonläkare.
År 1811 förflyttades han till Köpenhamn, 1812 blev han adjunkt, 1816 extra ordinarie professor och 1819 ordinarie professor vid Det Kongelige Kirurgiske Akademi och tillika överkirurg vid Frederiks Hospital. År 1830 lämnade han överkirurgposten och blev hovkirurg, 1842 blev han ordinarie professor i kirurgi vid Köpenhamns universitet. Han avled till följd av kolera.